# Sherlock Holmes (miniserie televisiva)
Sherlock Holmes è una miniserie televisiva italiana del 1968, suddivisa in due parti – La valle della paura e L'ultimo dei Baskerville – che vennero trasmesse originariamente per sei puntate dalla Rai.
La fiction fu diretta da Guglielmo Morandi e interpretata da Nando Gazzolo nel ruolo di Sherlock Holmes e Gianni Bonagura in  quello del Dottor Watson.

## Episodi
| nº | Avventura                | Prima TV Italia  |
| -- | ------------------------ | ---------------- |
| 1  | La valle della paura     | 25 ottobre 1968  |
| 2  | La valle della paura     | 1º novembre 1968 |
| 3  | La valle della paura     | 8 novembre 1968  |
| 4  | L'ultimo dei Baskerville | 15 novembre 1968 |
| 5  | L'ultimo dei Baskerville | 22 novembre 1968 |
| 6  | L'ultimo dei Baskerville | 29 novembre 1968 |

### La valle della paura
Regia: Guglielmo Morandi

Sceneggiatura: Edoardo Anton dal romanzo La valle della paura di Arthur Conan Doyle

Interpreti: Nando Gazzolo (Sherlock Holmes), Gianni Bonagura (dottor Watson), Leonardo Severini (Ames), Cesarina Gheraldi (mrs. Allen), Anna Miserocchi (Ivy Douglas), Mario Erpichini (Cecil Baker), Francesco Paolo D'Amato (Jack McDonald), Antonietta Lambroni (mrs. Clarke), Francesco Sormano (ispettore McDonald), Enrico Ostermann (ispettore Mason), Giuseppe Mancini (Jackson), Mario Laurentino (sergente Wood), Ernesto Colli (Turner), Francesco Vairano (usciere), Michele Borelli (Groom), Andrea Bosic (John Douglas/ John McMurdo), Nino Pavese (McGinty).
Trama
Holmes e Watson vengono chiamati dall'ispettore MacDonald a indagare sulla morte di John Douglas, americano trapiantatosi in Inghilterra e proprietario di un piccolo castello nella campagna inglese. Appurati i fatti e raccolti gli indizi che egli solo riesce a individuare, Holmes risolverà il mistero della piccola congiura messa in piedi dal defunto (il cadavere è quello del suo assassino, che covava vendetta contro di lui da molti anni), dalla moglie Ivy Douglas e del loro ospite Cecil Baker, amico di vecchia data di Douglas.

### L'ultimo dei Baskerville
Regia: Guglielmo Morandi

Sceneggiatura: Edoardo Anton dal romanzo Il mastino dei Baskerville di Arthur Conan Doyle

Interpreti: Nando Gazzolo (Sherlock Holmes), Gianni Bonagura (dottor John Watson), Franco Volpi (maggiore Frankland), Paolo Carlini (sir Henry Baskerville), Antonio Salines (John Barrymore), Adolfo Geri (dottor Mortimer), Anna Maria Ackermann (Elisa Barrymore), Marina Malfatti (Beryl), Sergio Reggi (sergente Reynolds), Franco Scandurra (John Stapleton), Michele Mattera (Richard), Marco Pasquini (soldato), Attilio Fernandez (Perkins).
Trama
Sherlock Holmes riceve una richiesta di aiuto da parte di sir Charles Baskerville, che teme di essere ucciso, ma pochi giorni dopo il nobiluomo viene trovato morto, apparentemente per cause naturali. Non credendo a una coincidenza, il detective, accompagnato dal fido Watson, parte per la tenuta constatando che l'uomo è morto in circostanze misteriose che coinvolgono una leggenda di famiglia vecchia di secoli e un fantomatico cane demoniaco. Fingendo di lasciare il solo Watson in aiuto dell'erede Henry Baskerville, nipote della vittima, Holmes conduce l'indagine mettendo poi insieme i suoi risultati con quelli del fidato amico. Alla fine individuerà il colpevole in John Stapleton, un vicino in realtà discendente dei Baskerville che, conoscendo la malattia di cuore di sir Charles, gli ha scatenato contro un vero grosso cane provocandone la morte per attacco cardiaco e attuando poi lo stesso piano contro il nipote allo scopo di diventare l'erede della proprietà. Salvato sir Henry per un soffio, Holmes e Watson inseguono Stapleton ma l'assassino commette l'errore fatale di entrare nella palude della brughiera in piena notte non emergendone più. Il duo non potrà far altro che rassegnarsi alla dipartita ormai certa del colpevole.

## Distribuzione
A poche ore dalla messa in onda prevista l'11 ottobre, diversi eredi di Conan Doyle bloccarono la trattativa con la Rai che, preventivamente, decise di rinviare il programma fino a quando non venne fatto un accordo definitivo. Questo avverrà diversi giorni dopo, liberando finalmente la miniserie per la messa in onda il successivo 25 ottobre.
La miniserie è stata trasmessa, a partire da venerdì 25 ottobre 1968, alle ore 21:05 sul Secondo Programma della Rai. Le due avventure che compongono la miniserie sono state pubblicate integralmente in due DVD distinti dalla Fabbri Editori, nel 2009, all'interno della collana "Gli sceneggiati Rai Giallo & Mistero".